# Сікори-Томковента
Сікори-Томковента (пол. Sikory-Tomkowięta) — село в Польщі, у гміні Кобилін-Божими Високомазовецького повіту Підляського воєводства.
Населення — 31 особа (2011).
У 1975-1998 роках село належало до Ломжинського воєводства.

## Демографія
Демографічна структура станом на 31 березня 2011 року:
|          | Загалом | Допрацездатний вік | Працездатний вік | Постпрацездатний вік |
| -------- | ------- | ------------------ | ---------------- | -------------------- |
| Чоловіки | 16      | 3                  | 9                | 4                    |
| Жінки    | 15      | 2                  | 9                | 4                    |
| Разом    | 31      | 5                  | 18               | 8                    |